# Nottage Ridge
Nottage Ridge ist ein hoher und felsiger Bergkamm im ostantarktischen Viktorialand. Er trennt nördlich des Mount Peleus das Baumann Valley vom Sanford Valley im östlichen Abschnitt der Olympus Range des Transantarktischen Gebirges.
Das Advisory Committee on Antarctic Names benannte ihn 1997 nach dem US-amerikanischen Topografieingenieur George William Nottage, der zwischen 1971 und 1972 derjenigen Mannschaft des United States Geological Survey angehörte, deren Arbeiten in einem 6000 km2 großen Gebiet zwischen 160° und 164° östlicher Länge sowie 77° 15′ und 77° 45′ südlicher Breite zur Erstellung von acht 1977 vom Survey veröffentlichten topografischen Landkarten im Maßstab 1:50.000 führten.